# Der Partisanenkrieg
Der Partisanenkrieg (Originaltitel: La guerra de guerrillas) ist ein 1960 erschienenes Buch Ernesto Che Guevaras, das aus den Erfahrungen der kubanischen Revolution heraus die Wesenszüge des Partisanenkrieges vermitteln sollte.
In deutscher Sprache erschien das Buch erstmals 1962 in Berlin (Ost) im Militärverlag der DDR und kurze Zeit später auch in der Bundesrepublik bei der Rixdorfer Verlagsanstalt Berlin-Neukölln. In der ostdeutschen Ausgabe fehlten die instruktiven Skizzen und detaillierten militärischen Anleitungen der Originalausgabe.
In dem Buch stellt Guevara die These auf, dass die kubanischen Erfahrungen verallgemeinert werden können und empfiehlt die Guerilla ganz Lateinamerika als Modell zur gesellschaftlichen Veränderung. Dabei entwickelt er das Revolutionskonzept der Fokustheorie.

## Inhalt
Neben dem Vorwort, in dem Che Guevara über seinen gefallenen Genossen Camilo Cienfuegos schreibt, gliedert sich das Buch in vier Kapitel mit insgesamt 24 Unterkapiteln.
Der erste Teil umreißt das Wesen des Partisanenkrieges, seine Strategie und Taktik. Es vermittelt die Kampfstrategie nach den Gegebenheiten des jeweiligen Geländes sowie die Besonderheiten des Häuserkampfes in den Vorstädten.
Das zweite Kapitel geht auf die zentrale Rolle des Partisanen als Reformator der Gesellschaft ein. Zahlreiche Abbildungen erläutern Einzelheiten des Partisanenkampfes; eine Beschreibung über den Verlauf des Krieges erfolgt anhand der in Kuba gewonnenen Erfahrungen.
Die Organisation der Partisanenfront bildet das dritte Kapitel, das logistische Fragen, die Organisation der zivilen Verwaltung oder die Rolle der Frau in der Revolution behandelt. Nach Guevara sollen sich die Frauen aktiv am Revolutionsgeschehen beteiligen:

„Die Frauen können aber auch in den Einheiten der Partisanen mit anderen Aufgaben betraut werden, zum Beispiel mit der Zubereitung des Essens für die Kämpfer. Für einen Menschen, der das schwere Partisanenleben führt, ist es sehr angenehm, wenn er statt seines selbst zurechtgemachten Essens schmackhaft zubereitete Mahlzeiten bekommt. Die Frauen erledigen das Kochen und die vielseitigen anderen häuslichen Arbeiten mit großer Freude und sorgen damit auf ihre Weise dafür, dass auch in dieser Hinsicht in das Leben der Partisanen eine gewisse Ordnung kommt […].“

Che Guevara geht hier auch auf die Rolle der Propaganda und die Wichtigkeit eines Aufklärungsdienstes ein und erklärt die organisatorische Struktur einer Partisanenarmee in ihrer Entwicklung zur regulären Armee im Verlauf des Partisanenkrieges.
In diesem Kapitel findet sich Guevaras bekanntes Zitat: „Eine Lüge ist, ganz gleich, wie gut sie auch gemeint sein mag, immer schlechter als die bescheidenste Wahrheit.“
Im Anhang geht Che Guevara auf den Aufbau einer Partisanenarmee ein, von den ersten konspirativen Sitzungen bis zur Waffenausbildung. Abschließend erläutert er die Lage auf Kuba, seine Geschichte und Zukunft.

## Rezension
In der Außerparlamentarischen Opposition (APO) Westeuropas während der 1960er Jahre bis hin zur deutschen RAF beriefen sich einige auf Guevaras Thesen vom Guerillakampf oder wurden von Zeitzeugen wie Régis Debray inspiriert. Guevaras vom kubanischen Vorbild inspirierte Theorie, wonach das Ausharren einiger entschlossener Guerilleros auf dem Lande genügten, um eine Revolution auszulösen, erwies sich als verhängnisvoll, da sie ihn selbst das Leben kostete. Seine Unbedingtheit, seine Betonung des gewaltsamen Umsturzes und seine praktizierte Gewalt inklusive der unmittelbaren Beteiligung an Exekutionen wurden massiv kritisiert und erwiesen sich – unter anderem seinem Biographen Jorge Germán Castañeda zufolge – beim Aufbau der südamerikanischen Sozialdemokratie als bedeutendes Hindernis.